# Kontrindukcjonizm
Kontrindukcjonizm – nazwa wprowadzona przez Paula Karla Feyerabenda dla oznaczenia propagowanej przez niego procedury postępowania badawczego, którą nazywa również (w szerszym znaczeniu) anarchizmem metodologicznym lub anarchizmem epistemologicznym.  
Nazwa „kontrindukcjonizm” bierze się stąd, że indukcjonizm zaleca uznanie zgodności teorii z doświadczeniem za miarę jej powodzenia. Kontrindukcjonizm zaś jest postulatem wprowadzania i sprawdzania hipotez niezgodnych z dobrze potwierdzonymi teoriami lub faktami. Postulat postępowania kontrindukcyjnego ma dwie składowe – uczonemu zaleca się wprowadzanie i szczegółowe sprawdzanie hipotez niezgodnych z (a) dobrze potwierdzonymi teoriami; i\lub (b) faktami. Zalecenie Feyerabenda jest odwrotne do tego, co zalecane jest przez większość wcześniejszych metodologii: (ad a) uznawania prymatu dobrze potwierdzonych teorii nad teoriami potwierdzonymi gorzej; (ad b) potraktowania prymatu dobrze potwierdzonego faktu nad teorią. 
Feyerabend używa terminu „kontrindukcjonizm” zarówno w stosunku do:  
(a) teorii konfirmacji, czyli potwierdzenia w klasycznym indukcyjnym sensie –  tzw. sprawdzania pozytywnego –  drogą wskazania jak największej liczby, jak najbardziej różnorodnych przypadków potwierdzających;
(b), jak i teorii koroboracji, czyli potwierdzenia poprzez negatywny wynik prób obalenia (wykazania fałszywości – negatywnego wyniku eksperymentu falsyfikującego – „okazania hartu” przez obalaną teorię) – tzw. sprawdzania negatywnego.
Kontrindukcja jest zarówno faktem – nauka nie mogłaby istnieć bez niej – jak i uprawomocnionym i bardzo potrzebnym posunięciem w grze zwanej nauką. (Feyerabend, Przeciw metodzie, s. 56). 
Należy mieć na względzie, że Feyerabend chcąc być konsekwentnym anarchistą nie zaleca w miejsce indukcjonizmu kontrindukcjonizmu jako antidotum. Kontrindukcjonizm również, gdy będzie bezwzględnie przestrzeganą regułą, zahamuje poznanie. 

## Literatura
- Paul Feyerabend: Przeciw metodzie, Wydawnictwo Siedmioróg, Wrocław 1996, przeł. Stefan Wiertlewski.